# الحاسوب الخارق بلياديس
بلياديس (Pleiades)، الذي يُنطق /ˈplaɪədiːz, ˈpliːə-/، هو حاسوب عملاق بقدرة بيتا سكيل يقع في منشأة نناسا للحوسبة الفائقة المتقدمة (NAS) بمركز أبحاث مركز أبحاث أميس، الكائن في موفيت فيلد بالقرب من ماونتن فيو ، كاليفورنيا. تتولى صيانته وكالة ناسا بالتعاون مع شركائها هيوليت باكارد إنتربرايز (Hewlett Packard Enterprise) (المعروفة سابقًا باسم سيليكون غرافيكس إنترناشونال) وإنتل (Intel).
اعتبارًا من نوفمبر 2019، صُنّفَ بلاياديس في المرتبة 32 كأقوى جهاز كمبيوتر ضمن قائمة TOP500. وقد حقق تصنيف LINPACK بلغ 5.95 بيتافلوب (أي 5.95 كوادريليون عملية فاصلة عائمة في الثانية)، مع أداء ذروة وصل إلى 7.09 بيتافلوب بعد أحدث ترقية للأجهزة. ويُعد هذا النظام أكبر مورد للحوسبة الفائقة لدى وكالة ناسا، حيث يدعم مهامًا حيوية في مجال الطيران ، والرحلات الفضائية البشرية ، والفيزياء الفلكية، وعلوم الأرض. 

## تاريخ

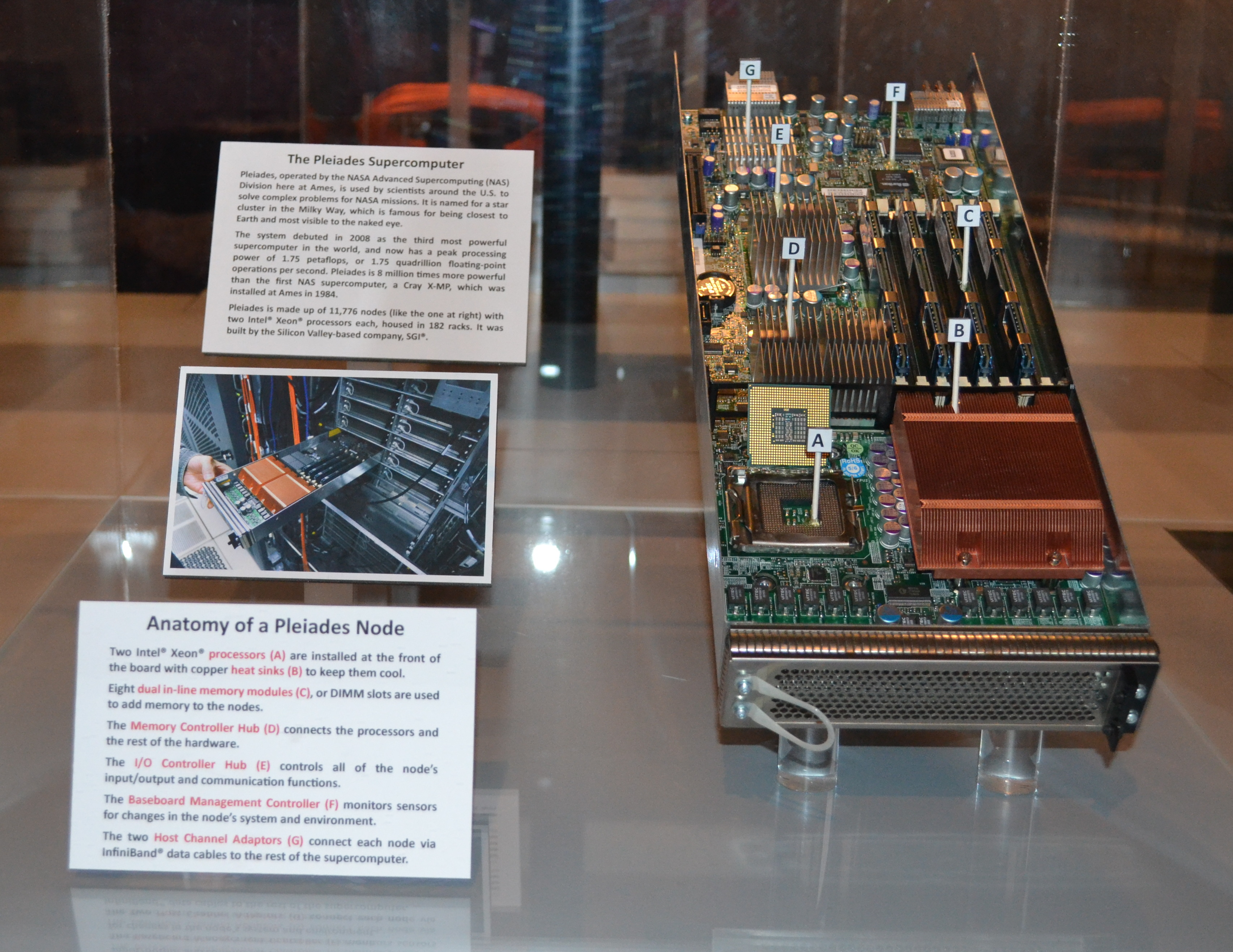
تشريح عقدة الثريا، كما هو معروض في مركز استكشاف أميس التابع لوكالة ناسا ، في ماونتن فيو، كاليفورنيا

بُني هذا الحاسوب العملاق في عام 2008 وسُمي تيمنًا بـمجموعة النجوم المفتوحة الثريا (Pleiades). وقد ظهر لأول مرة بصفته ثالث أقوى حاسوب عملاق في العالم بقدرة معالجة بلغت 487 تيرافلوب. كان يحتوي في الأصل على 100 رف من طراز SGI Altix ICE 8200EX، مزودة بـ12800 معالج Intel Xeon رباعي النواة E5472 Harpertown، متصلة بأكثر من 20 ميلًا من كابلات معدل البيانات المزدوج InfiniBand(DDR).
في عام 2009، أُضيفَت عشرة رفوف أخرى من معالجات X5570 Nehalemرباعية النواة، مما دفع ببلاياديس ليحتل المرتبة السادسة في قائمة TOP500 لشهر نوفمبر 2009 بقدرة معالجة بلغت 544 تيرافلوب عبر 14080 معالجًا. في يناير 2010، نجح العلماء والمهندسون في NAS في إتمام "التكامل المباشر" لرف ICE 8200 إضافي عن طريق توصيل نسيج المنفذ المزدوج InfiniBand الخاص بالرف الجديد عبر 44 كابل ألياف بينما كان الحاسوب العملاق لا يزال يعمل بكامل طاقته. هذا الإنجاز وفر 2 مليون ساعة من الإنتاجية التي كانت ستضيع لولا ذلك.
أضاف توسع آخر في عام 2010 32 رفًا جديدًا من طراز SGI Altix ICE 8400 مزودة بـمعالجات Intel Xeon سداسية النواة X5670 Westmere، ليصل العدد الإجمالي للمعالجات إلى 18432 معالجًا (81920 نواة في 144 رفًا) عند ذروة نظرية تبلغ 973 تيرافلوب وتصنيف LINPACK يبلغ 773 تيرافلوب.
ركزت ناسا أيضًا على الحفاظ على كفاءة الطاقة في بلاياديس، فزادت كفاءة الطاقة مع كل توسع، ليصبح في عام 2010 أكثر كفاءة في استخدام الطاقة بثلاث مرات من مكونات 2008 الأصلية، التي كانت هي نفسها الأكثر كفاءة في استخدام الطاقة في ذلك الوقت. تطلب دمج عقد Westmere ذات الأنوية الستة أيضًا معدل بيانات رباعي جديد (QDR) وكابلات DDR/QDR InfiniBand هجينة، مما أدى إلى تشكيل أكبر شبكة ربط InfiniBand في العالم بأكثر من 65 ميلًا من الكابلات.
بعد إضافة 14 رفًا آخر من ICE 8400 التي تحتوي على معالجات Westmere في عام 2011، احتل بلاياديس المرتبة السابعة في قائمة TOP500 في يونيو من ذلك العام، مسجلًا تصنيف LINPACK بلغ 1.09 بيتافلوب، أي ما يعادل 1.09 كوادريليون عملية فاصلة عائمة في الثانية. 
تُستخدم كابلات الألياف الضوئية InfiniBand DDR وQDR لربط جميع العقد ببعضها البعض، بالإضافة إلى توصيلها بأنظمة التخزين الشامل في NAS ونظام تصور الجدار الفائق. هذا الربط يُنشئ شبكة تتكون من أكثر من 65 ميلًا من نسيج InfiniBand، مما يجعلها الأكبر من نوعها في العالم. صُمم بلاياديس بـطوبولوجيا مكعب زائدية جزئية ذات 11 بعدًا، حيث تحتوي كل عقدة على أحد عشر اتصالًا بإحدى عشرة عقدة أخرى، مع قيام بعضها بإنشاء ما يصل إلى اثني عشر اتصالًا لتشكيل مكعب زائد ذي 12 بعدًا. 
في عام 2012، بدأت وكالة ناسا وشركاؤها SGI وIntel العمل على دمج 24 رفًا جديدًا من طراز Altix ICE X، مزودة بـمعالجات Intel Xeon ثمانية النواة E5-2760 Sandy Bridge. كان الهدف من ذلك استبدال 27 رفًا من رفوف Alitx 8200 الأصلية التي تحتوي على معالجات Harpertown رباعية النواة.مع إجمالي 126,720 نواة معالج وأكثر من 233 تيرابايت من ذاكرة الوصول العشوائي موزعة على 182 رفًا، أدى هذا التوسع إلى زيادة سعة الحوسبة المتاحة لجهاز بلاياديس بنسبة 40 بالمائة. تحتوي كل عقدة جديدة في Sandy Bridge على أربعة روابط شبكية تستخدم كابل InfiniBand بمعدل بيانات أربعة عشر (FDR) للحصول على نطاق نقل إجمالي يبلغ 56 جيجابت (حوالي 7 جيجابايت) في الثانية. 
في أوائل عام 2013، بدأت أعمال تحديث إضافية لأجهزة بلاياديس، مما أدى في نهاية المطاف إلى إزالة جميع معالجات Harpertown رباعية النواة الأصلية، وإضافة 46 رفًا من طراز SGI ICE X مزودة بـمعالجات Intel Xeon E5-2680V2 (Ivy Bridge) ذات الـ 10 أنوية. عند اكتمال التثبيت في أغسطس 2013، زاد الأداء الأقصى الإجمالي للنظام بنسبة 62%، من 1.78 بيتافلوب إلى 2.87 بيتافلوب.بين يناير وأبريل 2014، جرى تحديث النظام ببطء مرة أخرى، بإضافة 29 رفًا آخر من عقد Ivy Bridge، مما رفع القدرة الحسابية النظرية للنظام إلى 3.59 بيتافلوب. ولإتاحة المجال لهذا التوسع، أُزيلت جميع عقد Nehalem المتبقية في النظام و12 عقدة Westmere.
في أواخر عام 2014، أُزيلت المزيد من عقد Westmere لإتاحة المجال لمعالجات Intel Xeon Haswell الجديدة، مما أدى إلى زيادة قوة المعالجة النظرية بمقدار بيتافلوب واحد لتصل إلى 4.49 بيتافلوب. في يناير 2015، جرى تثبيت عقد Haswell إضافية وإتاحتها للمستخدمين، مما منح بلاياديس قدرة معالجة نظرية جديدة تبلغ 5.35 بيتافلوب.
اكتملت ترقية رئيسية في يونيو 2016، حيث تم استبدال جميع الرفوف المتبقية التي تحتوي على عقد تستخدم معالجات Intel Xeon X5670 (Westmere) سداسية النواة برفوف تحتوي على عقد تستخدم معالجات Intel Xeon E5-2680v4 (Broadwell) سداسية النواة. أدى هذا إلى تحسين الأداء النظري الأقصى إلى 7.25 بيتافلوب.
يُعد بلاياديس جزءًا من مشروع قدرة الحوسبة المتطورة (HECC) التابع لوكالة ناسا، ويمثل أحدث التكنولوجيات التي تمتلكها ناسا لتلبية متطلبات الحوسبة الفائقة للوكالة. يُمكّن هذا الحاسوب العملاق علماء ومهندسي ناسا من إجراء نمذجة ومحاكاة عالية الدقة لمهام ناسا في دراسات الأرض، وعلوم الفضاء، وأبحاث الطيران، بالإضافة إلى استكشاف الفضاء البشري والروبوتي..  
تتضمن بعض المشاريع العلمية والهندسية التي تُنفذ على بلاياديس ما يلي:
- مهمة تلسكوب كيبلر الفضائي ، وهو مرصد فضائي أطلق في مارس 2009 لتحديد الكواكب الشبيهة بالأرض، تراقب قسمًا من الفضاء يحتوي على أكثر من 200 ألف نجم وتلتقط صورًا عالية الدقة كل 30 دقيقة. بعد أن يجمع مركز العمليات هذه البيانات، يتم إرسالها عبر خط أنابيب إلى الثريا من أجل حساب حجم ومدار وموقع الكواكب المحيطة بهذه النجوم. [19] اعتبارًا من فبراير 2012، اكتشفت مهمة كيبلر 1235 كوكبًا، 5 منها بحجم الأرض تقريبًا وتدور داخل "المنطقة الصالحة للسكن" حيث يمكن أن يوجد الماء في جميع أشكاله الثلاثة (الصلب والسائل والغاز). [20] بعد النكسات التي أعقبت فشل اثنتين من عجلات رد الفعل الأربع الخاصة بكبلر، والتي كانت مسؤولة عن إبقاء المركبة الفضائية موجهة في الاتجاه الصحيح، نقل فريق كبلر في عام 2013 خط أنابيب البيانات بالكامل إلى Pleiades، والذي يستمر في تشغيل تحليلات منحنى الضوء من بيانات كبلر الموجودة. [21]
- يتم إجراء البحث والتطوير لمركبات الإطلاق الفضائية من الجيل التالي على Pleiades باستخدام أدوات التحليل المتطورة ونمذجة ومحاكاة ديناميكيات السوائل الحسابية (CFD) من أجل إنشاء أنظمة إطلاق فضائية وتصاميم مركبات أكثر كفاءة وبأسعار معقولة. تم إجراء أبحاث أيضًا على تقليل الضوضاء الناتجة عن معدات هبوط الطائرات باستخدام تطبيق كود ديناميكا الموائع الحسابية للكشف عن مصادر الضوضاء داخل الهياكل. [22]
- يتم إجراء أبحاث الفيزياء الفلكية حول تكوين المجرات على تلسكوب الثريا لإنشاء محاكاة لكيفية تشكل مجرتنا درب التبانة وما هي القوى التي ربما تسببت في تشكلها في شكل القرص المميز لها. [23] كما كانت الثريا أيضًا مصدرًا للحوسبة الفائقة لأبحاث المادة المظلمة والمحاكاة، حيث ساعدت في اكتشاف "مجموعات" من المادة المظلمة المرتبطة بالجاذبية داخل المجرات في واحدة من أكبر عمليات المحاكاة التي تم إجراؤها على الإطلاق، من حيث أعداد الجسيمات. [24]
- تصور تيارات محيط الأرض باستخدام نموذج تجميع البيانات الذي بنته وكالة ناسا لمشروع تقدير الدورة والمناخ في المحيط (ECCO) بين معهد ماساتشوستس للتكنولوجيا ومختبر الدفع النفاث التابع لوكالة ناسا في باسادينا، كاليفورنيا . وفقًا لوكالة ناسا، "يتم استخدام بيانات نموذج ECCO لتحديد دور المحيط في دورة الكربون العالمية، وفهم التطور الأخير للمحيطات القطبية، ومراقبة الحرارة والمياه والتبادلات الكيميائية المتطورة بمرور الوقت داخل المكونات المختلفة لنظام الأرض وبينها، والعديد من التطبيقات العلمية الأخرى." [25]

## معرض الصور

منظر خارجي للحاسوب العملاق الثريا
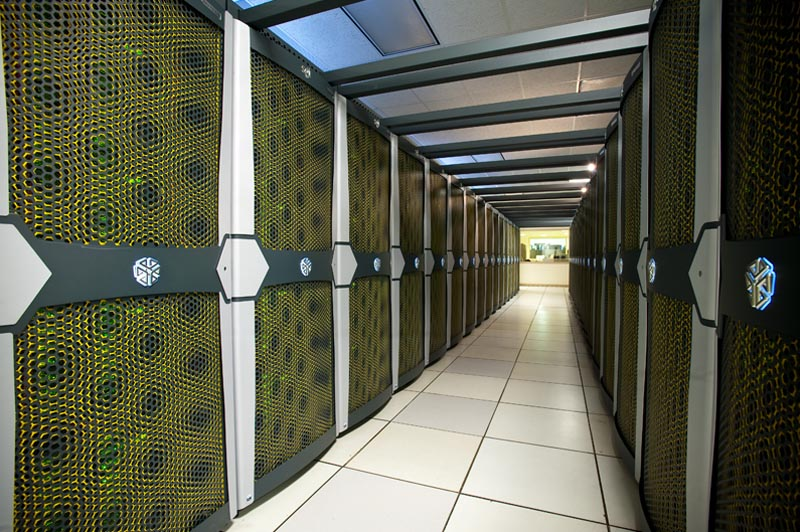
حوامل Pleiades Westmere. أدت إضافة عقدتي Westmere وNehalem إلى زيادة سعة الحوسبة المتاحة على Pleiades بنسبة 170%.
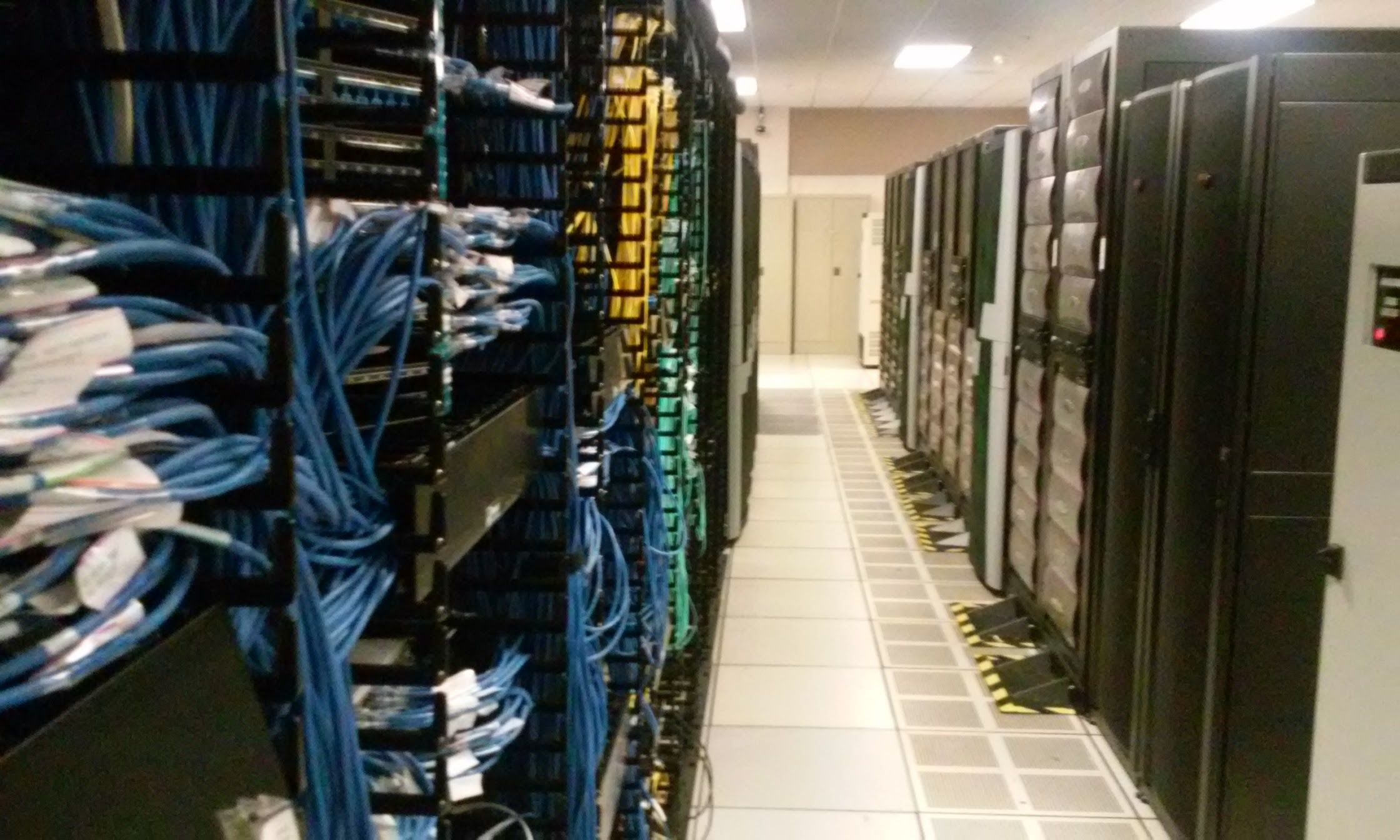
معدات الشبكات
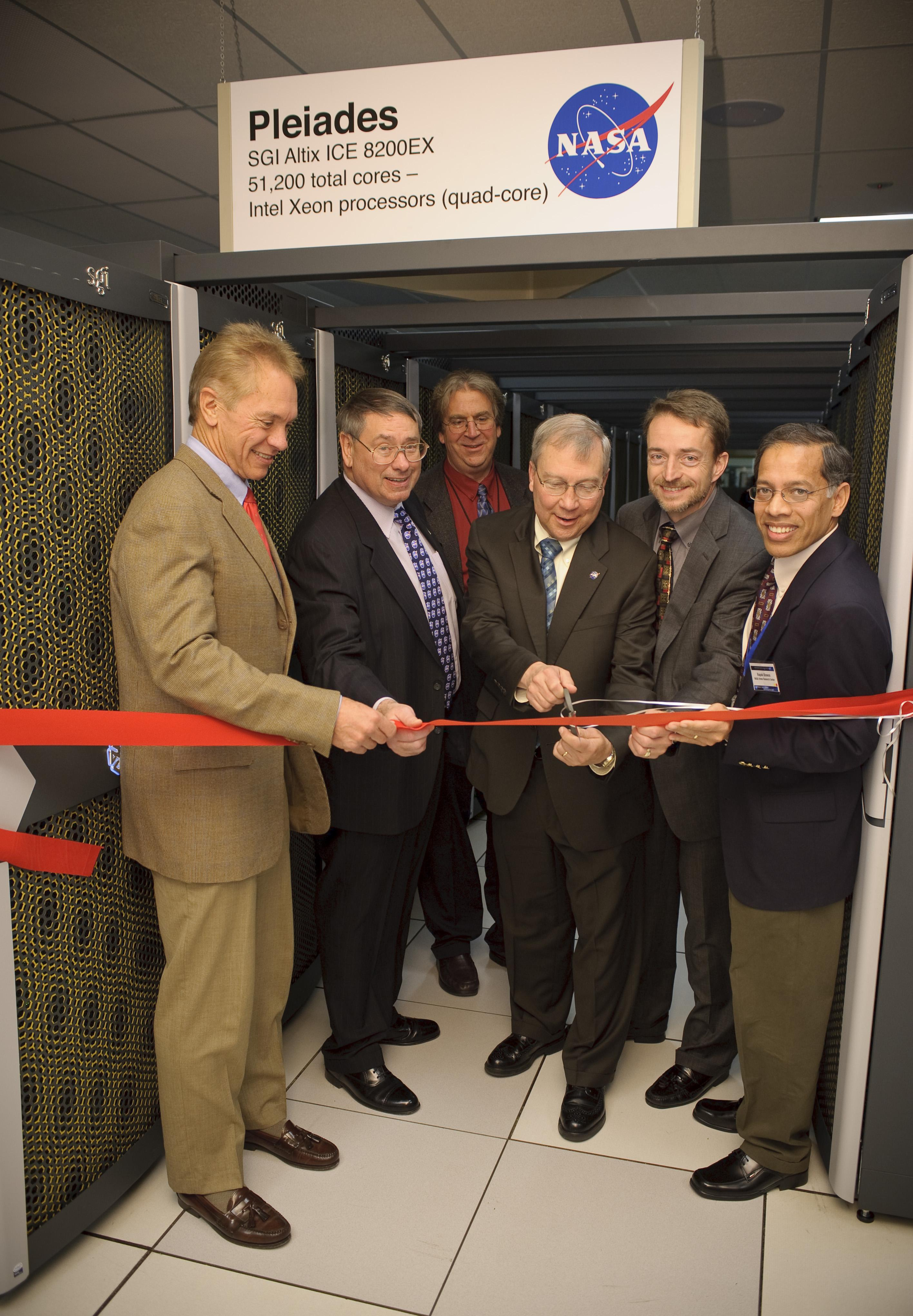
حفل قص الشريط لإتمام نظام Pleiades الأصلي في ديسمبر 2008 مع ممثلين من وكالة ناسا، وSGI، وIntel
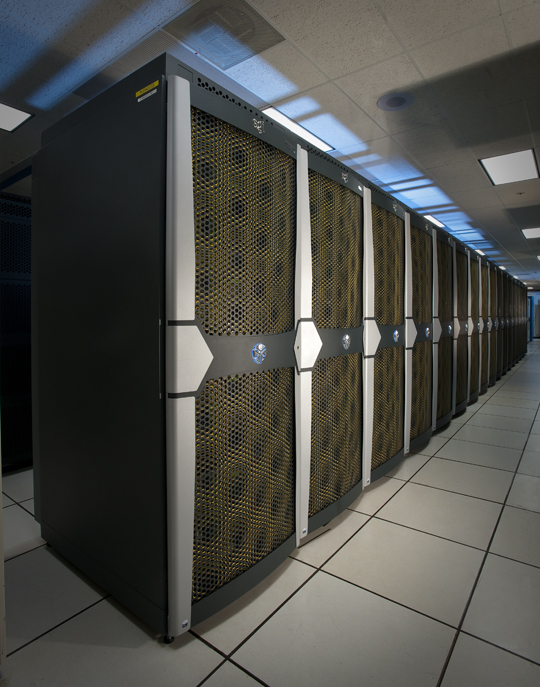
منظر عن قرب لصف واحد من خزائن الحوسبة التي شكلت النظام الأصلي القائم في هاربرتاون
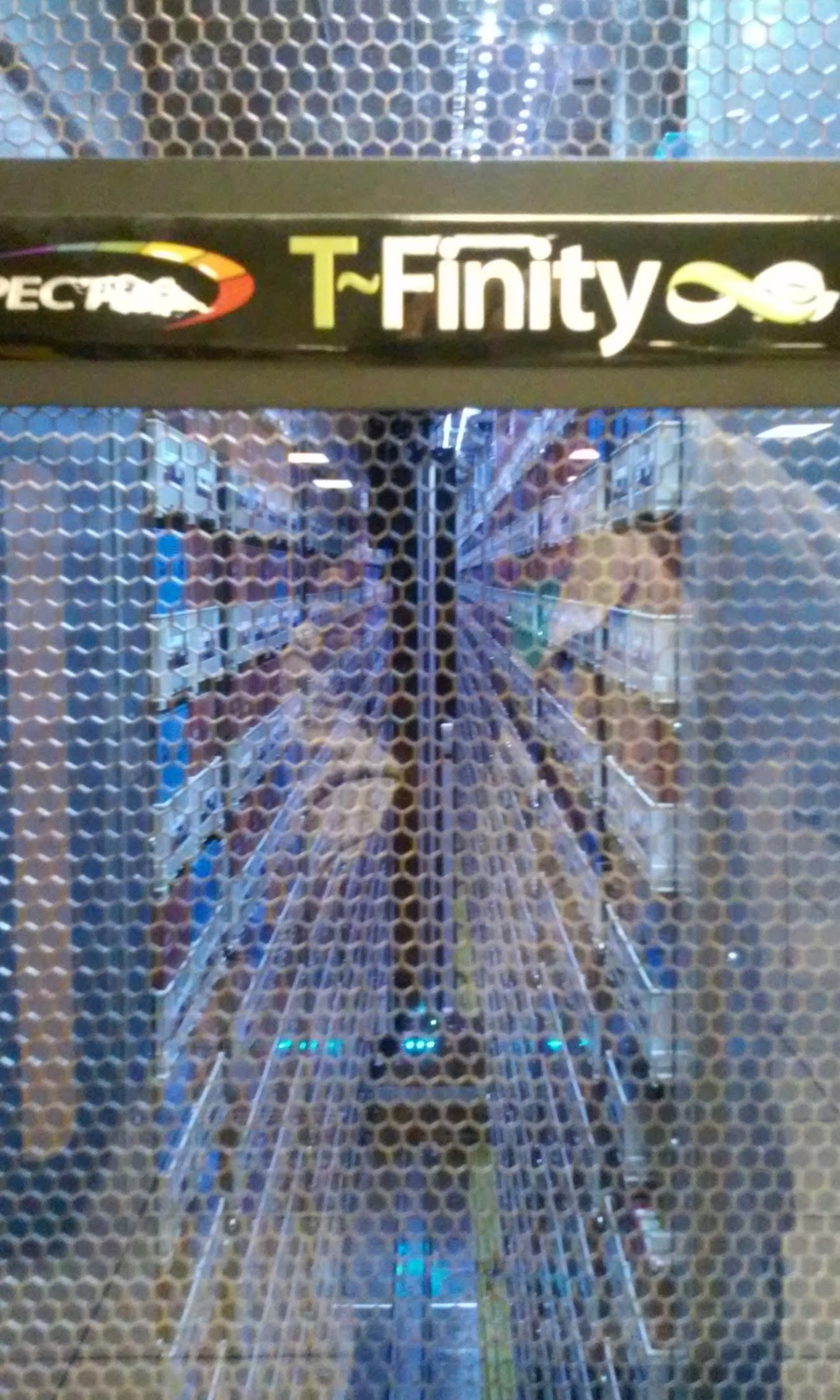
تخزين تي فينيتي
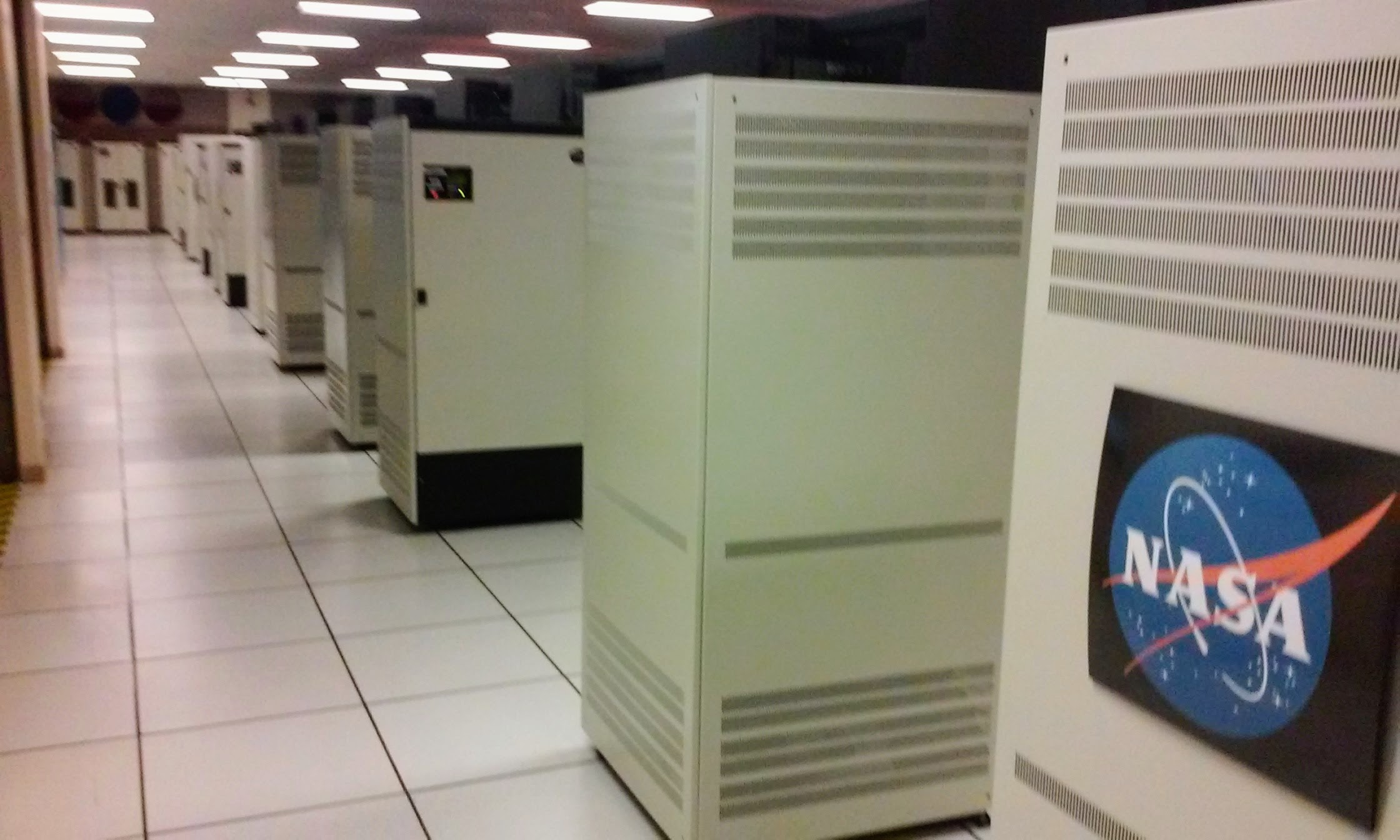
المزيد من الخزائن
حاسوب الكم D-Wave الموجود في المبنى
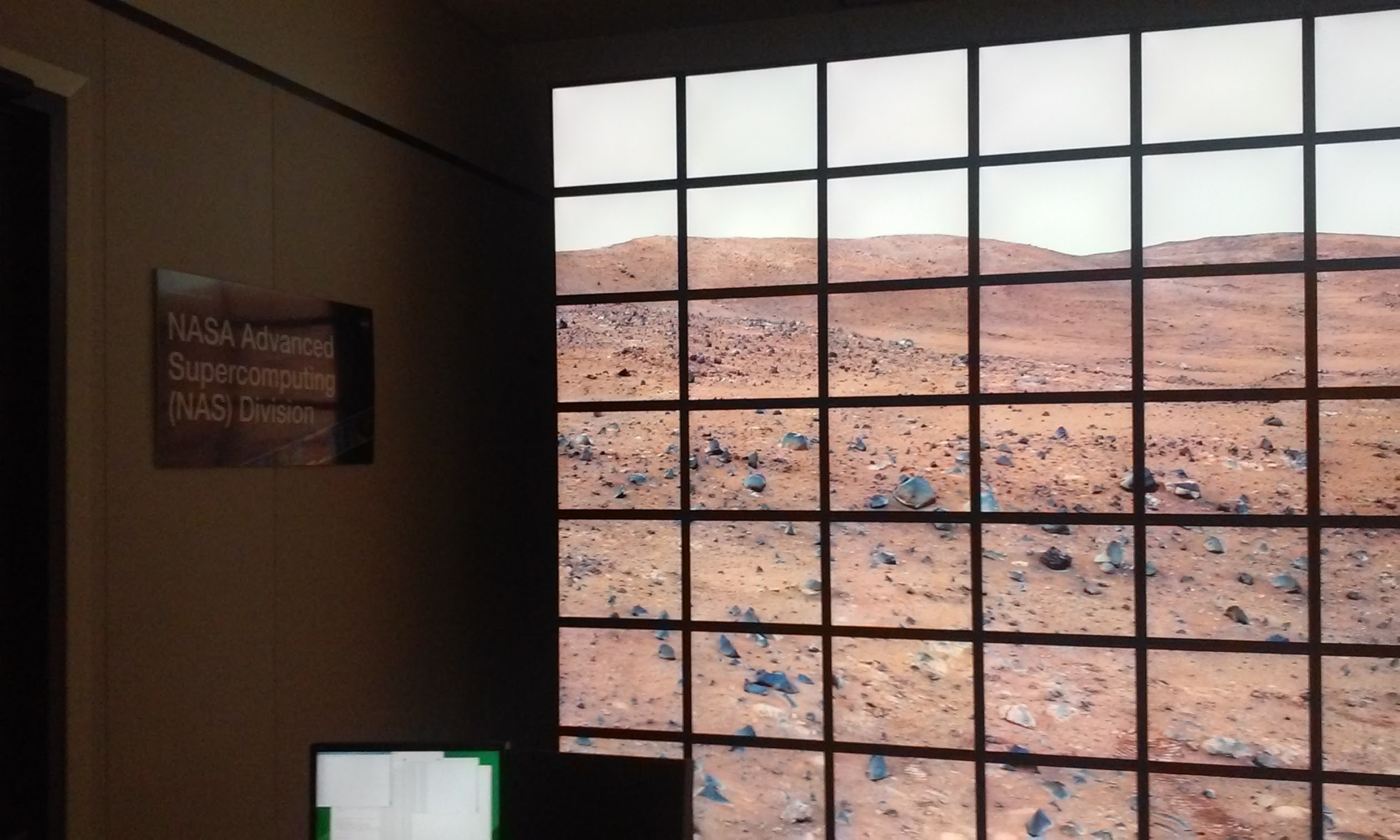
جدار من الشاشات، مدعوم بوحدات معالجة رسومية متعددة، يُستخدم للتوضيح

## في الثقافة الشعبية
- في فيلم The Martian لعام 2015، يستخدم عالم الديناميكا الفلكية ريتش بورنيل حاسوب Pleiades العملاق للتحقق من الحسابات الخاصة بمناورة مساعدة الجاذبية لمركبة فضائية، من أجل إنقاذ رائد فضاء تقطعت به السبل على المريخ. على عكس ما يظهر في الفيلم، لا يلزم وجود شخص فعليًا داخل الرفوف لتشغيل العمليات الحسابية؛ لإرسال الوظائف، يمكن للمستخدم الاتصال من موقع بعيد عبر ssh ، مع استخدام SecurID . [26]